# Appel de fonds
Appel de fonds is een verzoek tot volstorting van nog niet-volgestorte aandelen. Deze beslissing wordt meestal genomen wanneer een (naamloze) vennootschap liquiditeiten nodig heeft. 
Vanaf 1 januari 2002 mag het maatschappelijke kapitaal van een naamloze vennootschap in België niet minder bedragen dan €61.500. Boven dit bedrag dient het kapitaal voor één vierde te zijn volgestort zoals art.448 van het Wetboek van Vennootschappen bepaalt.
De volstorting moet gebeuren volgens de door de statuten voorziene tijdstippen en wijze. Indien echter geen bijzondere regeling in de statuten van de vennootschap wordt vermeld, behoort dergelijke beslissing tot de bevoegdheid van de algemene vergadering der aandeelhouders. Ze kan eventueel deze bevoegdheid overdragen aan de raad van bestuur. De bevoegde instantie beslist wanneer en tot beloop van welke fractie de aandelen volstort moeten worden.
Een vennoot kan zijn ongenoegen over het doorvoeren van dergelijke beslissing uiten door een tegenstem op de algemene vergadering uit te brengen, maar hij kan de opportuniteit van dergelijk verzoek niet betwisten.
Indien een aandeelhouder het verzoek tot volstorting negeert, kan de vennootschap een rechtstreekse vordering instellen die de aandeelhouder daartoe kan dwingen.